# Sami Hadawi
Sami Hadawi (árabeː سامي هداوي; nacido el 6 de marzo de 1904 – muerto el 22 de abril de 2004) fue un académico y escritor palestino. Es conocido por haber documentado los efectos de la guerra árabe-israelí de 1948 sobre la población árabe de Palestina y por la publicación de estadísticas de pueblos y aldeas palestinos con anterioridad al establecimiento del Estado de Israel. Hadawi trabajó como especialista en territorio hasta que fue desterrado de Jerusalén tras una dura batalla en su barrio entre fuerzas israelíes y jordanas. Siguió especializándose en territorio documentando tierras palestinas y publicando numerosos libros sobre la guerra civil en el mandato británico de Palestina, la Nakba o éxodo palestino y los refugiados palestinos.

## Vida antes del exilio
Hadawi nació en Jerusalén Oeste de padres cristianos palestinos. Su padre había sido soldado en el ejército otomano y murió en combate durante Primera Guerra Mundial. En 1915, tras la muerte de su padre, la familia de Hadawi se trasladó a Amán, en Jordania. Tres años más tarde, comenzó a trabajar de manera extraoficial como un intérprete para el Ejército Británico, y un año después volvió a Palestina para trabajar como empleado en la Oficina del Registro de Tierras.
Su interés en la estructura de los pueblos y aldeas árabes comenzó con su trabajo allí y continuó con su siguiente trabajo, esta vez en el Departamento de Asentamiento de Tierras, de 1920 a 1927. Hadawi llegó a ser inspector y tasador de tierras de 1938 a 1948, y fue el principal colaborador de la Village Statistics 1945: A Classification of Land and Area Ownership in Palestine (Estadísticas Locales 1945ː Una Clasificación la Propiedad de Tierras y Superficies en Palestina), un censo de población y tierras de las localidades árabes del mandato británico de Palestina. Vivió en la casa de su abuelo en el Barrio judío de la Ciudad Vieja de Jerusalén hasta 1948. En 1948, él, su mujer Nora y sus dos hijos Nabil y Aida se mudaron a una casa que habían construido en Katamon. Ese mismo año se vieron obligados a partir al exilio ante el avance de las fuerzas israelíes.

## Vida después del exilio
Hadawi desarrolló con las autoridades del catastro jordanas un trabajo similar al que había llevado a cabo con los británicos. Mantuvo ese trabajo hasta 1952, cuando comenzó en su puesto de especialista en tierras para la Comisión de Conciliación para Palestina de las Naciones Unidas en Nueva York. Su trabajo allí era determinar la cantidad de propiedades que los refugiados palestinos tuvieron que dejar atrás tras huir de la guerra de 1948. Esto le llevó a cofundar la Oficina de Información Palestina en 1959 y dos oficinas de la Liga Árabe en los Estados Unidos poco después. Sus últimos años de trabajo los desarrolló como director del Instituto de Estudios Palestinos en Beirut, entre 1960 y 1970, en el que publicó Palestine - Loss of a Heritage (Palestina - Pérdida de un Patrimonio).
La esposa de Hadawi murió de un ataque al corazón en 1965. Él se retiró en 1970, se mudó a Toronto (Canadá) y empezó escribir libros sobre la historia del conflicto palestino-israelí, incluidos Palestinian Rights and Losses in 1948 (Derechos y Pérdidas Palestinos en 1948) (1988) y Bitter Harvestː A Modern History of Palestine (Cosecha Amarga: una Historia Moderna de Palestina) (1989). Hadawi murió el 22 de abril de 2004, a la edad de 100 años. Está enterrado en Toronto, a pesar de que pidió expresamente ser enterrado en su ciudad natal de Jerusalén. "Me gustaría ser enterrado en Jerusalén, pero no tengo elección", le comentó al periodista Hicham Safieddine en su última entrevista.
Michael Fischbach, profesor de historia del  Randolph-Macon College de Virginia, dijo de Sami Hadawi que había realizado "la mayor contribución en términos de documentación y recopilación de estadísticas de propiedad del territorio local antes de la partición de Palestina en 1948". Hadawi se oponía firmemente a la partición de la Palestina histórica y creía que el conflicto palestino-israelí se solucionaría encontrando una solución justa al problema de los refugiados.

## Publicaciones
- Land Ownership in Palestine, Nueva York: Palestine Refugee Office, 1957
- Palestine partitioned, 1947-1958, Nueva York: Arab Information Center, 1959
- Israel and the Arab minority, Nueva York: Arab Information Center, 1959
- Israel according to Holy scriptures, Dallas, Texas : [s.n.], 1960
- Palestine: questions and answers. Nueva York: Arab Information Center, 1961
- German reparation versus Israeli confiscations, Nueva York: Arab Information Center, 1961
- Who benefits from anti-Semitism, Nueva York: Arab Information Center, 1961
- Palestine Loss of Heritage, San Antonio, Texas: The Naylor Co., 1963
- Palestine in the United Nations Nueva York : Arab Information Center, 1964 (periódico informativo #24)
- Bitter Harvest: Palestine 1914-1967, Nueva York: New World Press, 1967
- The case of Palestine before the 23rd session of the United Nations, October-December, 1968, 1969
- Palestine in focus, Centro de Investigaciones de la Organización para la Liberación de Palestina: 1969
- Village statistics, 1945: A classification of land and area ownership in Palestine, Centro de Investigaciones de la Organización para la Liberación de Palestina: 1970
- The Palestine Diary : Volume I and II, New World Press: 1972
- Crime and no punishment: Zionist Israeli terrorism, 1939-1972 (Palestine essays), Centro de Investigaciones de la Organización para la Liberación de Palestina: 1972
- Bitter Harvest, Palestine Between 1914-1979, Caravan Books: 1979 ISBN 978-0-88206-025-5
- The Jews, Zionism, and the Bible: (a study of 'Biblical' and 'historical' claims), Toronto, Ontario: The Arab Palestine Association, 1981
- Palestinian Rights and Losses in 1948: A Comprehensive Study, Saqi Books: 2000 ISBN 0-86356-157-8